# Charles Fasel
Charles Fasel (* 21. Mai 1898 in Freiburg im Üechtland; † 10. Januar 1984 in Ascona) war ein Schweizer Eishockeyspieler.   

## Karriere
Charles Fasel nahm für die Schweizer Nationalmannschaft an den Olympischen Winterspielen 1928 in St. Moritz teil. Mit seinem Team gewann er die Bronzemedaille. Er selbst kam im Turnierverlauf in vier Spielen zum Einsatz. Zuvor hatte er bei den Europameisterschaften 1924 und 1925 mit seinem Land ebenfalls die Bronzemedaille sowie bei der Europameisterschaft 1926 die Goldmedaille gewonnen. 

## Erfolge und Auszeichnungen
- 1924 Bronzemedaille bei der Europameisterschaft
- 1925 Bronzemedaille bei der Europameisterschaft
- 1926 Goldmedaille bei der Europameisterschaft
- 1928 Bronzemedaille bei den Olympischen Winterspielen